# La pecora nera (film, 2010)
Pour les articles homonymes, voir La pecora nera.
Pour plus de détails, voir Fiche technique et Distribution.
La pecora nera (littéralement en français la brebis noire, soit la brebis galeuse) est un film italien réalisé par Ascanio Celestini, sorti en 2010.
Le film est l'adaptation de la pièce de théâtre écrite et mise en scène par Ascanio Celestini. 

## Synopsis
Le héros du film, Nicola a été interné dès son enfance dans un asile psychiatrique, celui où, jadis, sa mère le fut aussi. Il était alors un témoin encombrant, ayant assisté à un forfait perpétré par ses frères. Depuis lors, il a sombré dans sa propre "folie", si peu déraisonnable qu'elle soit pourtant...

## Fiche technique
- Titre du film : La pecora nera
- Réalisation : Ascanio Celestini
- Scénario : Asciano Celestini, Ugo Chiti, Wilma Labate, d'après l'œuvre d'Ascanio Celestini, éditée en français aux Éditions du Sonneur sous le titre La Brebis galeuse.
- Photographie : Daniele Ciprì, couleurs
- Musique originale : A. Celestini
- Montage : Giorgio Franchini
- Production : Giorgio Maglilulo, Carlo Macchitella pour Madeleine Films, RAI Cinéma, BIM Distribuzione
- Pays d'origine :  Italie
- Langue : Italien
- Genre : Comédie dramatique
- Durée : 93 minutes
- Année de réalisation : 2010
- Date de sortie :
  - France : 20 avril 2011

## Distribution
- Ascanio Celestini : Nicola
- Giorgio Tirabassi : Nicola jeune
- Maya Sansa : Marinella
- Luisa de Santis : la sœur
- Barbara Valmorin : la nonne

## Distinctions
- Prix spécial du Jury au Festival du film italien d'Annecy 2010